# ND Mura 05
NK Mura 05 egy szlovén labdarúgócsapat, melynek székhelye Muraszombatban található, Szlovéniában. 2005. június 16-án alapították és jelenleg a szlovén labdarúgó-bajnokság első osztályában szerepel.

## Története
Az ND Mura 05 csapata meglehetősen fiatalnak számít, ugyanis 2005. június 16-án alapították. Az NK Mura nevezetű egyesület felbomlott és ennek következtében jöttek létre. Ez az alakulat szintén a szlovén első osztályban szerepelt éveken keresztül, de anyagilag csődbe ment és 2004-ben megszűnt. Azonban ez nem jelentette azt, hogy az ND Mura 05 lesz a jogutód, hanem egy teljesen új egyesületként indult. Ezáltal a Szlovén labdarúgó-szövetség külön jegyzi a két csapat eredményeit.

## Stadion
Az ND Mura 05 hazai mérkőzéseit a szintén Muraszombatban található Fazanerija Stadionban játssza. A stadiont 1983-ban építették és 3782 ülőhely található benne. Az állóhelyekkel együtt 5000 fős a befogadóképessége.
Korábban a Szlovén labdarúgó-válogatott is használta barátságos mérkőzések lejátszására, manapság általában itt rendezik az U17-es és az U19-es válogatott mérkőzéseit.

## Jelenlegi keret
2013. május 27.
| #  |     | Poszt | Név             |
| -- | --- | ----- | --------------- |
| 1  | SLO | K     | Filip Draković  |
| 4  | SLO | V     | Valen Filipović |
| 5  | SLO | V     | Fabijan Cipot   |
| 7  | SLO | KP    | Alen Kozar      |
| 8  | SLO | V     | Aleš Majer      |
| 9  | SLO | KP    | Damjan Bohar    |
| 10 | SLO | KP    | Rajko Rep       |
| 11 | SLO | KP    | Leon Horvat     |
| 12 | SLO | K     | Tadej Cipot     |
| 13 | SLO | V     | Amadej Maroša   |
| 15 | SLO | KP    | Arpad Vaš       |

| #  |     | Poszt | Név             |
| -- | --- | ----- | --------------- |
| 16 | SLO | V     | Jure Travner    |
| 17 | CRO | CS    | Marko Šimić     |
| 19 | SLO | V     | Vedran Vinko    |
| 20 | SLO | V     | Mitja Morec     |
| 21 | SLO | KP    | Saša Lalovič    |
| 23 | SLO | CS    | Rok Gruškovnjak |
| 24 | SLO | KP    | Denis Barbič    |
| 27 | SLO | CS    | Alen Ploj       |
| 33 | SLO | V     | Dejan Kurbus    |
| 42 | MKD | V     | Darko Atanasov  |
| 77 | CRO | CS    | Mario Sačer     |
| 90 | SLO | KP    | Matic Maruško   |
| 92 | CRO | KP    | Josip Mlinarič  |
| 99 | CRO | K     | Aleš Luk        |

## Sikerei
- 1. SNL:
  - Bronzérmes: (1 alkalommal): (2011-2012)
- Szlovén harmad osztályú bajnok:
  - Bajnok (1 alkalommal): 2005–2006

## Külső hivatkozások
- (hivatalos honlap)